# MaK G 1202 BB
Il MaK G 1202 BB è una locomotiva Diesel a trasmissione elettrica costruita da  MaK in Germania. 

## Storia
La locomotiva è classificata come locomotiva da manovra. Sono state profotte dodici unità per gli operatori ferroviari privati in Germania di cui 3 per Rheinkalk GmbH (azienda minerale di gesso e dolomite), 2 per Osthannoversche Eisenbahnen, 2 per RAG, e il resto su vari contratti di locazione a breve e medio termine.